# Gottlobite
La gottlobite è un minerale appartenente al gruppo dell'adelite-descloizite.

## Etimologia
Il nome deriva dalla località di rinvenimento degli esemplari: la miniera abbandonata di Glücksstern a Gottlob Hill, località tedesca della Turingia.